# 보잉 717
보잉 717(영어: Boeing 717)은 미국의 보잉이 100인승 정도의 소형 여객기 시장을 겨냥해 만든 제트 여객기이다. 2006년에 단종되었다.
원래는 맥도널 더글러스에서 MD-90 기종에 기반을 두고 MD-95라는 이름으로 개발 중이던 기종이었는데, 1997년에 맥도널 더글러스가 보잉에 인수 및 합병됨에 따라 보잉 717이라는 이름을 갖게 되었다. 다만 본시부터 보잉 717은 보잉 707의 군용 버전으로 개발하여 착수된 기체로 알려져 왔지만 이는 비공식 기재에 이른다.
대한민국을 포함한 동아시아권에서는 이 기종을 소유한 항공사가 아예 없었으며, 태국의 방콕 항공만 과거에 보유한 바 있었다.

## 개요
1991년 개발이 시작된 MD-95는 맥도널 더글러스의 베스트셀러 여객기로 맥도널 더글러스 DC-9에서 맥도널 더글러스 MD-90에 이르기 시리즈의 배리 에이션으로 160석 클래스까지 대형화된 맥도널 더글러스 MD-90에 대해 100석 클래스 하고 경제적으로 운항할 수 있는 기체로서 개발되었다. MD-90의 짧은 동형이라고도 말해지지만 날개도 날개 폭이 작은 DC-9을 기본으로 날개 끝이 작은 연장만을 도입하고 있다. 엔진은 BMW와 롤스로이스가 공동 개발한 저소음 고연비 신형 터보팬 BR715를 채용했다. 기타 조종석 전자는 한층 더 충실해, 맥도널 더글러스 MD-11 상당의 본격적인 글래스 칵핏으로 진화하고 있다.
DC-9-30 기체를 대폭 현대화 것으로 말하는 것이 알기 쉬울지도 모른다. 1995년 10월 에어트랜에서 50대의 주문을 받는 것으로 개발이 본격화했다.
개발 중인 1997년에 맥도널 더글러스가 보잉과 합병하자, 보잉이 이어서 개발 및 판매했다. 이어서 판매한 기종 중 유일하게 보잉의 라인업과 충돌하지 않는 이 기종만이 이름을 보잉 717로 변경했다. 실제로 보잉 737보다도 더 작은 여객기를 요구하는 항공사들이 있었기 때문에, 맥도널 더글러스에서 인수된 기체 중 가장 오래 생산되었다.
또한 보잉 717은 보잉 항공기는 보잉 777 보다 새로운 기종임에도 불구하고 보잉 787 드림라이너(나중에 다른 항공기에 명칭을 부여한 기재) 대신 오래된 숫자가 붙어있었다. 이 보잉 717의 명칭은 미군 방향으로 개발된 공중 급유기 KC-135의 내부 이름이었다고 알려져 있었지만, 민간 항공기의 명칭으로 사용은 처음이었다. 또한 보잉 717은 동체 단축형 100형과 동체 연장형의 300형 등의 파생형 구상도 있었지만 100형 주문이 모이지 않고 300형은 자사의 보잉 737 시리즈인 700, 800형과의 경쟁을 방지하기 위해 200형만 생산하고 단종되었다.

## 보유 항공사
| \| - 델타 항공 (2026년 전량 퇴역 예정) - 하와이안 항공 \| |
| - 델타 항공 (2026년 전량 퇴역 예정) - 하와이안 항공       |

## 이전 보유 항공사
| \| - 멕시카나 링크 - 미드웨스트 항공 - 방콕 항공 - 블루원 - 스팬에어 - 아메리칸 항공 - 에어트랜 - 올림픽 항공 - 임펄스 항공 - 제트스타 항공 - 콴타스 링크 - 콴텀 에어 - 트랜스월드 항공 - 투르크메니스탄 항공 - 볼로티아 항공 \| |
| - 멕시카나 링크 - 미드웨스트 항공 - 방콕 항공 - 블루원 - 스팬에어 - 아메리칸 항공 - 에어트랜 - 올림픽 항공 - 임펄스 항공 - 제트스타 항공 - 콴타스 링크 - 콴텀 에어 - 트랜스월드 항공 - 투르크메니스탄 항공 - 볼로티아 항공       |

## 제원
|                | 717-200 기본형 (LGW)          | 717-200 항속거리 연장형 (HGW) |
| -------------- | ----------------------------- | ----------------------------- |
| 조종사         | 2                             | 2                             |
| 탑승수         | 106 (2 클래스) 117 (1 클래스) | 106 (2 클래스) 117 (1 클래스) |
| 길이           | 124 ft (37.8 m)               | 124 ft (37.8 m)               |
| 날개폭         | 93 ft 5 in (28.47 m)          | 93 ft 5 in (28.47 m)          |
| 높이           | 29 ft 1 in (8.92 m)           | 29 ft 1 in (8.92 m)           |
| 최대 이륙중량  | 110,000 lb (49,900kg)         | 121,000 lb (54,900kg)         |
| 최대항속거리   | 1,430 nmi (2,645 km)          | 2,060 nmi (3,815 km)          |
| 최대항속속도   | 570 mph, (917km/h)            | 570 mph, (917km/h)            |
| 엔진 (2x)      | 롤스로이스 BR715-A1-30        | 롤스로이스 BR715-C1-30        |
| 엔진 추력 (2x) | 18,500 lbf (82.3 kN)          | 21,000 lbf (93.4 kN)          |

## 같이 보기
- 맥도널 더글러스 DC-9
- 맥도널 더글러스 MD-80
- 맥도널 더글러스 MD-90
- 에어버스 A318
- 포커 100
- 엠브라에르 ERJ 145
- 투폴레프 Tu-134
- 야코블레프 Yak-42